# لويل مارتن غريفين
لُويَل مارتن غريفين الابن (بالإنجليزية: Loyal Martin Griffin Jr.)‏ هو عالم بيئة أمريكي، ولد في 23 يوليو 1920 في يوتا في الولايات المتحدة.